# 邊角案例
邊角案例（corner case）或病態案例（pathological case）是指其操作參數在正常範圍以外的問題或是情形，而且多半是幾個環境變數或是條件都在極端值的情形，即使這些極端值都還在參數規格範圍內（或是邊界），也算是邊角案例。
例如有某個揚音器會扭曲聲音，但只有在音量最大、低音最大及高濕度的環境下才會出現。或者伺服器會有不穩定的情形，但條件是在最多64個輔助微處理器、記憶體為最大值是512 Gigabyte，同時一萬個用户上線時才會不穩定，這些都是邊角案例。
邊角案例和邊緣案例（edge case）不同，邊緣條件只是單一個變數為最大值或最小值。若某個揚音器只要音量最大，不論其他條件是否正常或是極端，聲音都會扭曲，這是邊緣案例。
邊角案例一詞常出現在複雜系統的測試或是除錯過程中。要重現邊角案例需要許多參數都在極值，因此要重現、測試或是改善都較困難，其成本也較高。一般產品開始會假設很少用戶會在數個條件都在極值下使用產品，因此邊角案例測試到的機率也比較低。對系統有經驗的使用者往往會在邊角案例下發現異常，而其中有許多是產品的錯誤。
邊角案例一詞來自邊緣案例，邊緣案例是指一個參數或是條件為極值，二個邊緣的交點即為角，因此邊角案例就是數個參數或是條件均為極值的情形